# Discaria toumatou

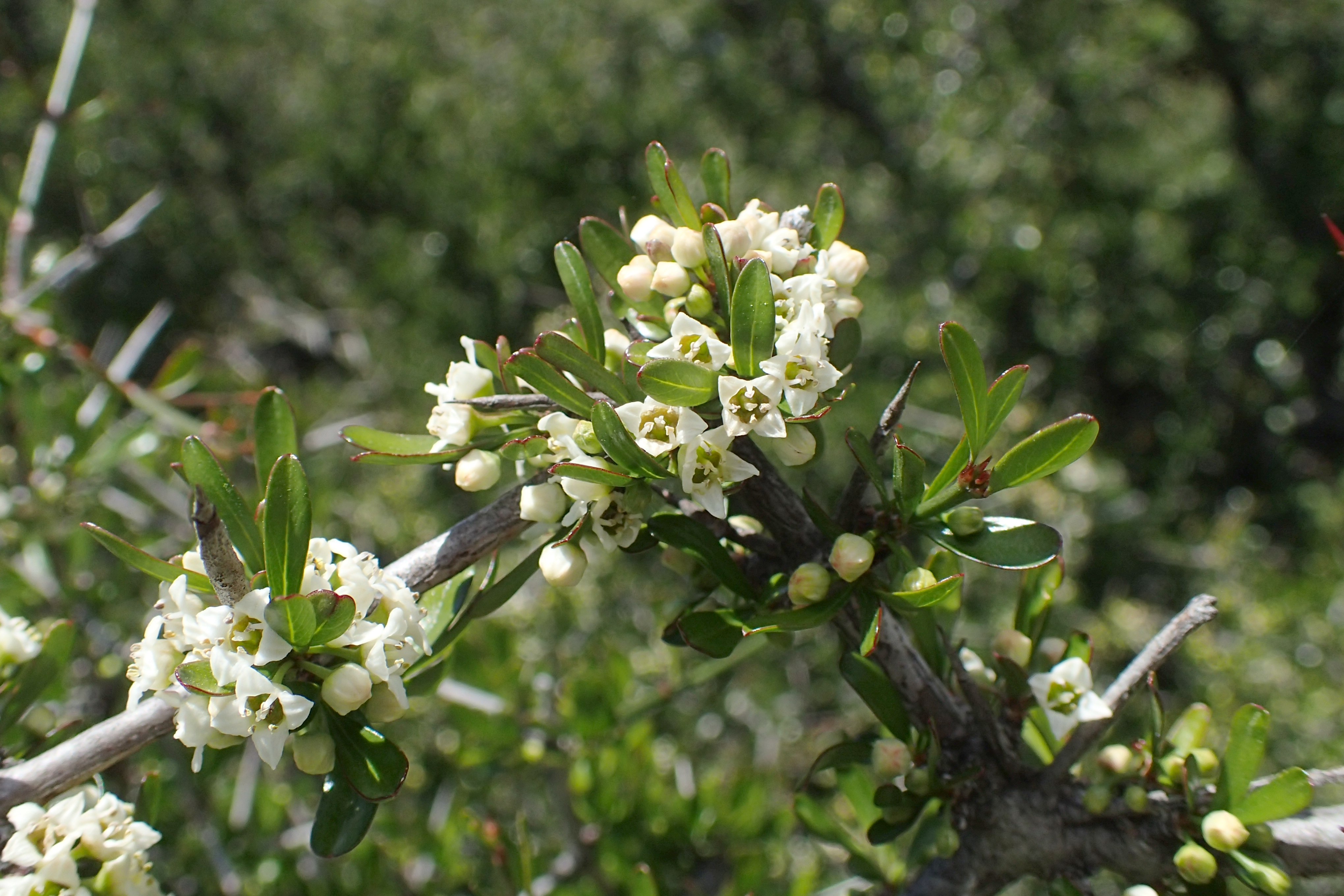
Květenství

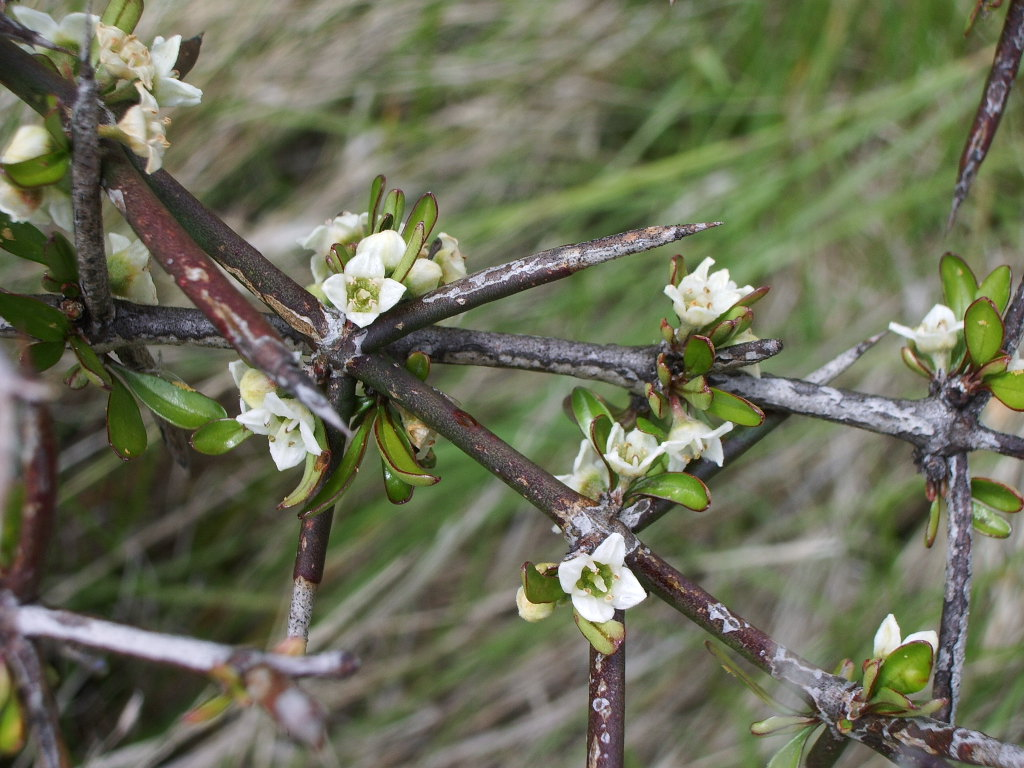
Ostny

Discaria toumatou je rozkladitý, hustě propletený a silně trnitý keř rostoucí na málo úrodných půdách Nového Zélandu. Je jedním z asi patnácti druhů rodu Discaria gondwanského původu, který je široce rozptýlen po jižní polokouli a vyrůstá hlavně v Jižní Americe a Austrálii. Na Novém Zélandu roste výhradně tento endemický druh, který je jedinou původní novozélandskou trnitou rostlinou. V ojedinělých případech vyrůstá Discaria toumatou ve tvaru menšího stromu s hustou korunou do výšky až 5 m, kdežto keř bývá vysoký okolo 2 m.

## Rozšíření
Tato dřevina, jejíž vědecké jméno druhu pochází z maorského názvu „matagouri“, roste hlavně na východním pobřeží Jižního ostrova a na Severním ostrově jen na několika pobřežních lokalitách jižně od ústí řeky Waikato. Vyskytuje se na místech v dešťovém stínu, v suchých, kamenitých a na živiny chudých pastvinách, křovinách, písečných dunách i ve vyschlých korytech bývalých řek, od mořského pobřeží až do hor.

## Ekologie
Ke kvetení dochází obvykle po dobu asi tří týdnů od konce listopadu do poloviny prosince, po dobu asi čtrnáctí dnů je kvetení nejintenzivnější. Keře Discaria toumatou jsou pomalu rostoucí dřevinou a mohou být starší sto a více let. Pokud jsou vhodné podmínky a nejsou rostliny v růstu rušené, vytvářejí rozlehlé kolonie. Na některých pastvinách místech bývají vyhlazované jako nepříjemný plevel.
Trny jsou dlouhé a ostré, mají pevnou špičku ale nemají háčky, po zapíchnutí se v ráně nelámou. Rostliny neobsahují žíravé šťávy a nejsou toxické. Jsou odolné proti suchu a bývají považované za xerofyty. Ploidie druhu 2n = 22.

## Popis
Silně větvený, hustě propletený keř s mnoha dlouhými, klikatými, pružnými větvičkami nesoucí špičaté zelené trny, které jsou tenké a dlouhé 2,5 až 5 cm, obvykle rostou na větví vstřícně a odstávají téměř v pravém úhlu. U báze trnů vyrůstají jednotlivě nebo ve svazečcích drobné kožovité listy, které jsou lesklé, tmavě zelené, úzce obvejčité, 5 až 20 mm dlouhé a 2 až 5 mm široké. Listy jsou hojné pouze za vlhkého jara nebo u rostlin rostoucích ve stínu, během období sucha a intenzivního slunce opadávají a fotosyntézu místo nich vykonávají zelené trny. Kůra starších větví je drsná a šedě zbarvená.
Oboupohlavné, krátce stopkaté, zelenobílé voňavé květy velké průměrně 4 mm vyrůstají jednotlivě nebo hustě nahloučené ve svazečcích v úžlabí trnů. Mají čtyři až pět bělozelených, nazpět ohnutých kališních lístků, korunní lístky nejsou vyvinuté. V květu je stejný počet tyčinek s prašníky a jedna čnělka s bliznou. Květ kvete v průměru po tři dny, pak změní barvu, ztmavne. Prašníky i blizna jsou ve stejné výšce a poměrně blízko sebe. Květ je protandrický a pyl dozrává dříve než dospěje blizna, která až později v otevřeném květu vystaví své tři laloky a na nich se vytvoří speciální výměšek jímající pyl.
Semeník květu je třídílný a po opylení se vyvine v suchou, třípouzdrou tobolku, která je téměř kulovitá, asi 5 mm velká, pomerančově zbarvená a obsahuje jedno až tři semena. Tobolka se zralými semeny může na rostlině puknout a vymrštit semena do blízkého okolí, nebo může celá i se semeny odpadnou. Uzavřená tobolka se semeny může plout ve sladké i slané vodě déle než týden bez újmy na klíčivosti semen; tím se podporuje rozptyl semen do velké vzdálenosti, rostliny však často rostou v suché krajině. Jednotlivá, z tobolky vystřelená semena neplavou; takto se šíří semena na krátkou vzdálenost.
Během kvetení jsou květy navštěvovány hlavně místními včelami ploskočelkami (Lasioglossum sordidum) a kuklicemi z rodu Protohystricia. Opylovači jsou potřební, neboť opylení pylem z vlastní rostliny téměř nepřináší plody. Rostlina produkuje hodně květů, ale většina z nich i po zkušebním ručním opylení cizím pylem opadne bez následného vytvoření plodů, buďto nebyl pyl vhodný nebo rostlina nemá sílu vyprodukovat více plodů.

## Význam
Včely dokážou z květů vyrobit dobrý med. V minulosti Maorové používali trny jako tetovací jehly. Keře při jarním rašení mají v mladých větvích sladkou mízou, jenž je pochoutkou pro vačice, které mnohdy kůru z keře zcela okoušou. Keře jsou někdy vysazované jako živé ploty, většinou se však rozšiřují přirozenou cestou a jsou považované za plevel. Keř má ve svých kořenech symbiotické bakterie rodu Frankia, které přijímají dusík z atmosféry a přeměňují jej do formy, kterou dřevina dokáže zužitkovat. To značí, že může růst v půdě chudé na živiny. Přebytečný dusík také obohacuje půdu v blízkém okolí a vyživuje i další rostliny.
Někdy jsou sázené i v zahradách a snad v žertu je doporučováno pěstování těchto trnitých keřů pod okny domů, jako praktická prevence proti loupežím.